# Emerson Ayala
Emerson Patricio Ayala Alarcón (Santiago, Chile, 28 de agosto de 1988) es un futbolista chileno. Juega de defensa central y su actual equipo es Independiente de Cauquenes de la Segunda División Profesional de Chile.

## Carrera
Se inicia en Universidad Católica el año 2006 y 2007. Luego, desde el 2008 tiene pasos de un año por diferentes equipos: Provincial Osorno el 2008, Deportes Temuco el 2009, Barnechea el 2010 y, posteriormente, vuelve a Deportes Temuco el año 2011. En el año 2012 llega al equipo de Iberia de Los Ángeles, siendo uno de los mejores del campeonato, y confirmando su buen rendimiento, se mantiene en el club para el año 2013.

## Clubes
| Club                       | País  | Año       |
| -------------------------- | ----- | --------- |
| Universidad Católica       | Chile | 2006-2007 |
| Provincial Osorno          | Chile | 2008      |
| Deportes Temuco            | Chile | 2009      |
| Barnechea                  | Chile | 2010      |
| Deportes Temuco            | Chile | 2011      |
| Iberia de Los Ángeles      | Chile | 2012-2017 |
| Deportes Santa Cruz        | Chile | 2017-2018 |
| Independiente de Cauquenes | Chile | 2018-Act. |

## Palmarés

### Campeonatos nacionales
| Título           | Equipo                | País  | Año     |
| ---------------- | --------------------- | ----- | ------- |
| Segunda División | Iberia de Los Ángeles | Chile | 2012    |
| Segunda División | Iberia de Los Ángeles | Chile | 2013    |
| Segunda División | Iberia de Los Ángeles | Chile | 2013-14 |

- Datos: Q5830720